# Pierre d'Abzac de La Douze
Pierre d’Abzac de La Douze est un prélat français du XVe siècle, né en 1427 et mort en 1502 à La Douze (Dordogne), qui fut évêque de Rieux, de Lectoure, puis archevêque de Narbonne.

## Biographie
Fils cadet de Guy d'Abzac, seigneur de la Douze, et d’Agnès de Montlouis. Religieux de l’ordre de Saint-Benoît, il est d'abord moine et chambrier de l’abbaye royale de Saint-Jean-d'Angély, puis abbé de Lagrasse (diocèse de Carcassonne), et des Alleuds (diocèse de Poitiers). Sa carrière épiscopale commence avec l’évêché de Rieux (1480) puis de Lectoure (1487), avant de faire son entrée solennelle à Narbonne en tant qu’archevêque le 10 janvier 1495, accompagné des évêques d'Alet et de Vabres, et des abbés de Moissac et d’Aniane. Il se démet de l’abbaye de Lagrasse quelque temps après en faveur de son neveu Audouin d’Abzac, moine et chambrier de ce monastère, avec réserve de la faculté de regrès, dont il use en 1498, après la mort de ce neveu. Il se démet enfin entièrement en 1501.
C’est sous son épiscopat (1488) que sont reconstruits le clocher-donjon et la cathédrale Saint-Gervais de Lectoure, détruits lors du sac de la cathédrale en 1473. Il fait pour cela appel au peyre (maître d’œuvre) tourangeau Mathieu Reguaneau.